# Kurt Streitwolf

Streitwolf vor 1914

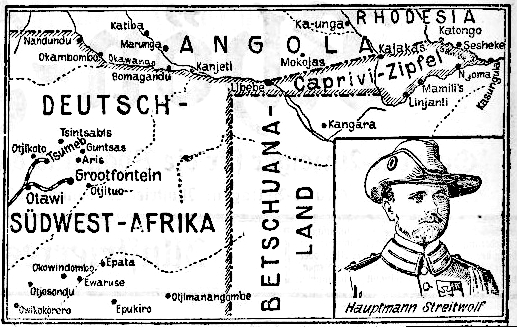
Bericht über den Caprivizipfel (1908)

Kurt Streitwolf (* 3. Juli 1871 in Heide; † 30. August 1954 in Stade) war ein Hauptmann der deutschen Schutztruppe in Deutsch-Südwestafrika und kaiserlicher Resident im Caprivizipfel.

## Leben
Streitwolf wurde 1891 Leutnant in der preußischen Armee und ging 1896 als Offizier nach Deutsch-Südwestafrika. Er trat 1899 in die Schutztruppe für Deutsch-Südwestafrika ein, diente 1899 als Oberleutnant in Okahandja und war von 1904 bis 1909 Chef des Militärdistrikts Gobabis. Streitwolf nahm 1904/1905 an der Niederschlagung des Aufstands der Herero und Nama teil und war von 1908 bis 1910 erster kaiserlicher Resident im Caprivizipfel, wo er am 7. Februar 1909 die Station Schuckmannsburg (seit 2013 Luhonono) gründete und die deutsche Verwaltung aufbaute. Im Auftrag von Gouverneur Lindequist unternahm er gemeinsam mit dem Missionar Meier im September 1907 eine Reise in das britische Ngami-See-Gebiet, wo sie mit den Resten der Herero zusammentrafen, die nach der Schlacht am Waterberg auf britisches Gebiet geflüchtet waren. Streitwolfs Mission, die Herero zur Rückkehr nach Deutsch-Südwestafrika zu bewegen, blieb jedoch erfolglos.
Bis zu seiner Rückkehr nach Deutschland im Jahre 1914 vertrat Kurt Streitwolf als „Eingeborenenkommissar“ in Windhoek in Beschwerdeverfahren gegen Siedler und Kolonialbeamte die Sache der einheimischen Kläger.
Streitwolf diente im Ersten Weltkrieg in einem elsässischen Infanterieregiment im Range eines Majors und wurde 1919 zum Oberstleutnant befördert. Im Zweiten Weltkrieg war er Oberst im Heereskommando Ost.
Kurt Streitwolf starb 1954 im Alter von 83 Jahren in Stade. Er war verheiratet mit Gertrud von Bennigsen-Förder und hatte zwei Söhne.

## Schriften
- Kurt Streitwolf: Der Caprivizipfel. Verlag W. Süsserott Hofbuchhandlung, Berlin 1911.